# Melicope sudestica
Melicope sudestica är en vinruteväxtart som beskrevs av Thomas Gordon Hartley. Melicope sudestica ingår i släktet Melicope och familjen vinruteväxter. Inga underarter finns listade i Catalogue of Life.